# Siemens Gamesa
Siemens Gamesa Renewable Energy S.A. (tidligere Gamesa Corporación Tecnológica S.A.) er en spansk - tysk producent af vindmøller, samt onshore og offshore services. Det er verdens næststørste producent af vindmøller.
Virksomheden er notabel for sin SG 14.0-222 vindturbine, den største variant på Siemens D7-platformen. Den største aktionær i Siemens Gamesa er Siemens Energy, der ejer 67 % af aktierne.